# 昌平北駅

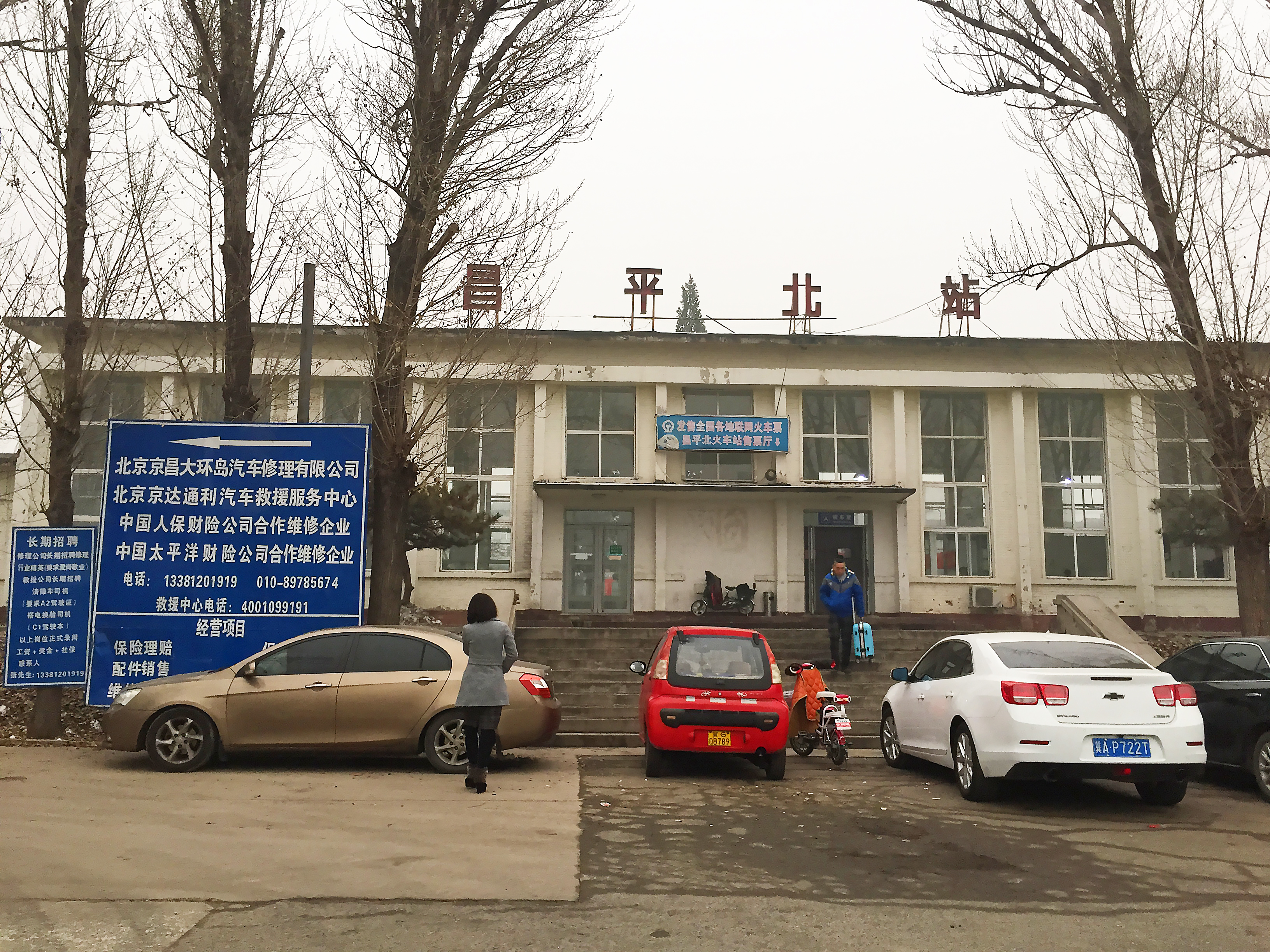
2016年6月に解体された旧駅舎

昌平北駅（しょうへいきたえき）は中華人民共和国北京市昌平区に位置する中国国鉄北京鉄路局が管轄する駅である。

## 所属路線
- 中国国鉄
  - 京通線（但し京包線列車も当駅発着である）

## 駅構造
- 2面3線の地上駅である。

## 歴史
- 1976年 - 開業。
- 2016年11月1日 - 京張都市間鉄道建設工事に伴い北京北駅発着の列車が当駅始発に変更[1]。

## 隣の駅
中国国鉄
京包線（京張線）
昌平北駅 - 南口駅（連絡線経由）
京通線
昌平駅(休止中) - 昌平北駅 - 官高駅

## 乗り換え
北京地下鉄昌平線昌平駅が当駅の最寄の接続駅であるが、約1kmほど離れているため注意を要する。